# Ваје (Торино)
Ваје (итал. Vaie) је насеље у Италији у округу Торино, региону Пијемонт.
Према процени из 2011. у насељу је живело 1450 становника. Насеље се налази на надморској висини од 383 м.

## Становништво
| 1936. | 1951. | 1961. | 1971. | 1981. | 1991. | 2001. | 2011. |
| ----- | ----- | ----- | ----- | ----- | ----- | ----- | ----- |
| 1.223 | 1.219 | 1.210 | 1.187 | 1.055 | 1.123 | 1.351 | 1.455 |